# Grand Prix automobile de Long Beach 2014
Navigation
Édition précédente Édition suivante
Le Grand Prix automobile de Long Beach 2014 (officiellement appelé le 2014 Tequila Patrón Sports Car Showcase at Long Beach) a été une course de voitures de sport organisée sur le circuit urbain de Long Beach en Californie, aux États-Unis, le 11 et 12 avril 2014 dans le cadre du Grand Prix de Long Beach. Il s'agissait de la troisième manche du championnat Tudor United SportsCar Championship 2014 et les catégories Prototype et GT Le Mans y ont participé.

Scott Pruett et Memo Rojas ont enchainé, après leur victoire aux 12 Heures de Sebring, avec une nouvelle victoire à Long Beach, et ont donné à Chip Ganassi Racing leur deuxième victoire dans les courses de voiture de sport. Les Corvette Daytona Prototype des écuries Wayne Taylor Racing et Action Express Racing ont complété le podium. Jan Magnussen et Antonio García ont remporté pour le Corvette Racing leur première victoire dans la catégorie GTLM de la saison, ainsi que la première victoire de la Chevrolet Corvette C7.R.

## Circuit

Circuit urbain de Long Beach

Le Grand Prix automobile de Long Beach 2014 se déroulent sur le Circuit urbain de Long Beach situé en Californie. Il s'agit d'un circuit automobile temporaire tracé dans les rues de la ville de Long Beach. Du fait de sa situation urbaine et en bord de mer, le circuit a été surnommé par les médias « Monaco of the West » (« Le Monaco de l'ouest »), en référence au célèbre circuit de Monaco.

## Course
Voici le classement provisoire au terme de la course.

Les premiers de chaque catégorie sont signalés par un fond jauni.
| Pos    | Classe | no  | Équipe                                   | Pilotes                                            | Châssis                                  | Pneus | Tours |
| Pos    | Classe | no  | Équipe                                   | Pilotes                                            | Moteur                                   | Pneus | Tours |
| ------ | ------ | --- | ---------------------------------------- | -------------------------------------------------- | ---------------------------------------- | ----- | ----- |
| 1      | P      | 01  | Chip Ganassi Racing avec Felix Sabates   | Scott Pruett Memo Rojas                            | Riley Mk XXVI DP                         | C     | 77    |
| 1      | P      | 01  | Chip Ganassi Racing avec Felix Sabates   | Scott Pruett Memo Rojas                            | Ford EcoBoost 3.5L V6 Turbo              | C     | 77    |
| 2      | P      | 10  | Wayne Taylor Racing                      | Ricky Taylor Jordan Taylor                         | Chevrolet Corvette DP                    | C     | 77    |
| 2      | P      | 10  | Wayne Taylor Racing                      | Ricky Taylor Jordan Taylor                         | Chevrolet LS9 5.5 L V8                   | C     | 77    |
| 3      | P      | 5   | Action Express Racing                    | João Barbosa Christian Fittipaldi                  | Chevrolet Corvette DP                    | C     | 77    |
| 3      | P      | 5   | Action Express Racing                    | João Barbosa Christian Fittipaldi                  | Chevrolet LS9 5.5 L V8                   | C     | 77    |
| 4      | P      | 42  | OAK Racing                               | Olivier Pla Gustavo Yacamán                        | Morgan LMP2                              | C     | 77    |
| 4      | P      | 42  | OAK Racing                               | Olivier Pla Gustavo Yacamán                        | Nissan VK45DE 4.5 L V8                   | C     | 77    |
| 5      | P      | 90  | Spirit of Daytona Racing                 | Michael Valiante Richard Westbrook                 | Chevrolet Corvette DP                    | C     | 77    |
| 5      | P      | 90  | Spirit of Daytona Racing                 | Michael Valiante Richard Westbrook                 | Chevrolet LS9 5.5 L V8                   | C     | 77    |
| 6 DNF  | P      | 1   | Extreme Speed Motorsports                | Scott Sharp Ryan Dalziel                           | HPD ARX-03b                              | C     | 76    |
| 6 DNF  | P      | 1   | Extreme Speed Motorsports                | Scott Sharp Ryan Dalziel                           | Honda HR28TT 2.8 L V6 Turbo              | C     | 76    |
| 7      | P      | 2   | Extreme Speed Motorsports                | Ed Brown Johannes van Overbeek                     | HPD ARX-03b                              | C     | 76    |
| 7      | P      | 2   | Extreme Speed Motorsports                | Ed Brown Johannes van Overbeek                     | Honda HR28TT 2.8 L V6 Turbo              | C     | 76    |
| 8      | GTLM   | 3   | Corvette Racing                          | Jan Magnussen Antonio García                       | Chevrolet Corvette C7.R                  | M     | 75    |
| 8      | GTLM   | 3   | Corvette Racing                          | Jan Magnussen Antonio García                       | Chevrolet LT5.5 5.5 L V8                 | M     | 75    |
| 9      | GTLM   | 56  | BMW Team RLL                             | John Edwards Dirk Müller                           | BMW Z4 GTLM                              | M     | 75    |
| 9      | GTLM   | 56  | BMW Team RLL                             | John Edwards Dirk Müller                           | BMW 4.4 L V8                             | M     | 75    |
| 10     | GTLM   | 4   | Corvette Racing                          | Tommy Milner Oliver Gavin                          | Chevrolet Corvette C7.R                  | M     | 75    |
| 10     | GTLM   | 4   | Corvette Racing                          | Tommy Milner Oliver Gavin                          | Chevrolet LT5.5 5.5 L V8                 | M     | 75    |
| 11     | GTLM   | 911 | Porsche North America                    | Nick Tandy Richard Lietz                           | Porsche 911 RSR                          | M     | 75    |
| 11     | GTLM   | 911 | Porsche North America                    | Nick Tandy Richard Lietz                           | Porsche 4.0 L Flat-6                     | M     | 75    |
| 12     | GTLM   | 912 | Porsche North America                    | Patrick Long Michael Christensen                   | Porsche 911 RSR                          | M     | 75    |
| 12     | GTLM   | 912 | Porsche North America                    | Patrick Long Michael Christensen                   | Porsche 4.0 L Flat-6                     | M     | 75    |
| 13     | GTLM   | 55  | BMW Team RLL                             | Bill Auberlen Andy Priaulx                         | BMW Z4 GTLM                              | M     | 75    |
| 13     | GTLM   | 55  | BMW Team RLL                             | Bill Auberlen Andy Priaulx                         | BMW 4.4 L V8                             | M     | 75    |
| 14     | GTLM   | 91  | SRT Motorsports                          | Dominik Farnbacher Marc Goossens Jonathan Bomarito | SRT Viper GTS-R                          | M     | 75    |
| 14     | GTLM   | 91  | SRT Motorsports                          | Dominik Farnbacher Marc Goossens Jonathan Bomarito | SRT 8.0 L V10                            | M     | 75    |
| 15     | GTLM   | 17  | Team Falken Tire (en)                    | Bryan Sellers Wolf Henzler                         | Porsche 911 RSR                          | F     | 74    |
| 15     | GTLM   | 17  | Team Falken Tire (en)                    | Bryan Sellers Wolf Henzler                         | Porsche 4.0 L Flat-6                     | F     | 74    |
| 16     | GTLM   | 62  | Risi Competizione                        | Giancarlo Fisichella Dane Cameron                  | Ferrari 458 Italia GT2                   | M     | 73    |
| 16     | GTLM   | 62  | Risi Competizione                        | Giancarlo Fisichella Dane Cameron                  | Ferrari 4.5 L V8                         | M     | 73    |
| 17     | P      | 07  | Speedsource                              | Tristan Nunez Joel Miller                          | Mazda Prototype                          | C     | 71    |
| 17     | P      | 07  | Speedsource                              | Tristan Nunez Joel Miller                          | Mazda Skyactiv-D 2.2 L Turbo I4 (Diesel) | C     | 71    |
| 18 DNF | GTLM   | 93  | SRT Motorsports                          | Jonathan Bomarito Kuno Wittmer Marc Goossens       | SRT Viper GTS-R                          | M     | 56    |
| 18 DNF | GTLM   | 93  | SRT Motorsports                          | Jonathan Bomarito Kuno Wittmer Marc Goossens       | SRT 8.0 L V10                            | M     | 56    |
| 19 DNF | P      | 60  | Michael Shank Racing avec Curb Agajanian | John Pew (en) Oswaldo Negri Jr.                    | Riley MkXXVI                             | C     | 39    |
| 19 DNF | P      | 60  | Michael Shank Racing avec Curb Agajanian | John Pew (en) Oswaldo Negri Jr.                    | Ford EcoBoost 3.5L V6 Turbo              | C     | 39    |
| 20 DNF | P      | 31  | Marsh Racing (en)                        | Eric Curran Boris Said                             | Chevrolet Corvette DP                    | C     | 22    |
| 20 DNF | P      | 31  | Marsh Racing (en)                        | Eric Curran Boris Said                             | Chevrolet LS9 5.5 L V8                   | C     | 22    |
| 21 DNF | P      | 70  | Speedsource                              | Sylvain Tremblay Tom Long                          | Mazda Prototype                          | C     | 3     |
| 21 DNF | P      | 70  | Speedsource                              | Sylvain Tremblay Tom Long                          | Mazda Skyactiv-D 2.2 L Turbo I4 (Diesel) | C     | 3     |